# Wlonice (gmina Ożarów)
Wlonice (dawn. Wlonice B) – wieś w Polsce, położona w województwie świętokrzyskim, w powiecie opatowskim, w gminie Ożarów.
| SIMC    | Nazwa   | Rodzaj    |
| ------- | ------- | --------- |
| 0802930 | Za Górą | część wsi |

W latach 1975–1998 miejscowość należała administracyjnie do województwa tarnobrzeskiego.
Przez miejscowość przebiega droga krajowa nr 79 z Warszawy do Sandomierza.
We Wlonicach urodził się Józef Świeżyński, ziemianin, polityk, lekarz, premier Królestwa Polskiego w 1918 roku.